# دانيال إي. بوتون
دانيال إي. بوتون هو سياسي أمريكي، ولد في 1 نوفمبر 1917 في مقاطعة تشاتاقوا في الولايات المتحدة، وتوفي في 7 مارس 2009 في Delmar, New York ‏ في الولايات المتحدة. نشط حزبياً في الحزب الجمهوري. وقد انتخب عضو مجلس النواب الأمريكي ‏.